# Gymnosphaera hornei
Gymnosphaera hornei là một loài thực vật có mạch trong họ Cyatheaceae. Loài này được (Baker) Copel. mô tả khoa học đầu tiên năm 1947.